# Poreber
Poreber este o localitate din comuna Kamnik, Slovenia, cu o populație de 160 de locuitori.